# Wacław Dawidowicz
Wacław Dawidowicz (ur. 23 lutego 1909, zm. 12 czerwca 1997) – polski prawnik, profesor nauk prawnych, specjalizujący się w prawie administracyjnym.

## Życiorys
W 1933 ukończył studia prawnicze na Uniwersytecie Stefana Batorego w Wilnie, a następnie rozpoczął pracę w Urzędzie Wojewódzkim w Wilnie. Po wojnie osiadł w Warszawie, gdzie pracował w administracji. Pracę doktorską obronił w 1951 na Uniwersytecie Warszawskim. Tytuł profesora nadzwyczajnego uzyskał w 1964, a profesora zwyczajnego – w 1974. W latach 1960–1971 był kierownikiem Katedry Prawa Administracyjnego na Wydziale Prawa i Administracji Uniwersytetu Mikołaja Kopernika w Toruniu. Pełnił również funkcję dziekana Wydziału Prawa i prorektora. Po utworzeniu Uniwersytetu Gdańskiego w 1970 przeniósł się do Gdańska, gdzie stworzył Katedrę Prawa Administracyjnego na tej uczelni. Kierownikiem Katedry był do przejścia na emeryturę w 1983.
Był autorem podręczników akademickich z zakresu prawa administracyjnego i postępowania administracyjnego. Przedmiotem jego zainteresowania był też ustrój administracji publicznej. 
Brał udział w tworzeniu kodeksu postępowania administracyjnego. Był członkiem Komitetu Nauk Prawnych Polskiej Akademii Nauk. Również autor przekładu Odysei, który ukazał się drukiem w 1997.
Pod jego kierunkiem stopień naukowy doktora w 1972 uzyskał Eugeniusz Bojanowski.

## Odznaczenia
- Krzyż Komandorski Orderu Odrodzenia Polski
- Krzyż Kawalerski Orderu Odrodzenia Polski
- Medal 10-lecia Polski Ludowej (1955)[2]